# Lacanobia softa
Lacanobia softa là một loài bướm đêm thuộc họ Noctuidae. Nó được tìm thấy ở Algérie, Maroc, Israel và Jordan.
Con trưởng thành bay từ tháng 10 qua mùa đông đến tháng 5. Có hai lứa trưởng thành một năm.